# Sési (ort i Grekland, Epirus)
Sési är en ort i Grekland.   Den ligger i prefekturen Nomós Ártas och regionen Epirus, i den centrala delen av landet, 260 km nordväst om huvudstaden Aten. Sési ligger 230 meter över havet och antalet invånare är 132.
Terrängen runt Sési är huvudsakligen kuperad, men österut är den bergig. Sési ligger nere i en dal. Runt Sési är det glesbefolkat, med 11 invånare per kvadratkilometer. Närmaste större samhälle är Arta, 18,8 km sydväst om Sési. I omgivningarna runt Sési växer i huvudsak blandskog.